# Lac aux Dorés
Pour les articles homonymes, voir Lac aux Dorés (homonymie).
Le lac aux Dorés constitue un plan d'eau douce de la ville de Chibougamau, en Jamésie, dans la région administrative du Nord-du-Québec, dans la province de Québec, au Canada. La surface du lac s’étend dans les cantons de Roy, de McKenzie, et d’Obalski.

## Géographie
Le lac aux Dorés est délimité à l’Est par la péninsule Gouin qui s’allonge sur environ 12,0 km vers le Nord-Est, jusqu’à sa pointe Nord-Est ; et par l’Île du Portage qui délimite sa partie Nord-Est. Le lac Chibougamau (altitude : 379 m) se décharge par la Baie du Commencement, situé au Nord-Ouest de ce dernier lac. De là, le courant traverse des rapides entre la péninsule Gouin et l’île du Portage, jusqu’à la Baie Hello laquelle est une extension de la baie Bateman, du lac aux Dorés (altitude : 378 m).
Le « lac aux Dorés » comporte une longueur de 21,3 km, une largeur maximale de 5,0 km et une altitude de 378 m. Les principales baies sont :
- partie Nord-Est : Hello (décharge du lac Chibougamau, Bateman, Dizon et Proulx ;
- partie centrale : Cedard ;
- partie Sud-Ouest : Cachée, McQuade, Malouf, Guthrie et Ballicky.

Les principales îles sont :
- partie Nord-Est : île Merrill ;
- partie centrale : île Hamel et île Noll.

À partir de l’embouchure du « lac aux Dorés », située au Sud-Ouest du lac, où le courant emprunte la rivière Chibougamau.

## Toponymie
Lors du passage dans ce secteur en 1870, une équipe de prospection minière, James Richardson fait alors une description sommaire de ce lac, sans le désigner sur le plan toponymique.
Au début du XXe siècle, des bandes de la communauté Cris commencent à s’établir dans les parages. En 1901, l'arpenteur Henry O'Sullivan écrit que cette nappe d'eau pittoresque, aux rives en pentes douces, est entourée de hautes montagnes au nord et à l'est. Quelques années plus tard, on identifie plusieurs gisements de minerai, de cuivre, d'argent et d'or notamment. Dès 1914, une publication signalant le « Lac Doré » soulignait que sa dénomination est associée à la principale espèce de poisson qu'on y pêchait.
Surtout depuis les années 1930 et 1940, la ville de Chibougamau s'est développée à quelques kilomètres au nord-ouest. Plusieurs sites d'exploitations minières ont été exploités autour du lac. Il a aussi été connu sous le nom de lac Obalski.
Le toponyme lac aux Dorés a été officialisé le 5 décembre 1968.